# Landgericht Friedberg (Hessen)

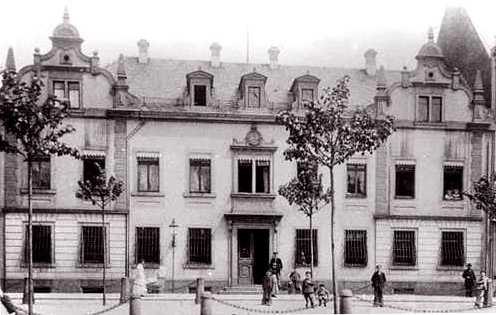
Gebäude des Landgerichtes in der Kaiserstraße in Friedberg (Ende der 1880er Jahre)

Das Landgericht Friedberg (Hessen) war von 1821 bis 1879 als Landgericht ein erstinstanzliches Gericht der ordentlichen Gerichtsbarkeit in Friedberg (heute: Wetteraukreis) im Großherzogtum Hessen.

## Ausgangslage
Die Rechtsprechung der ersten Instanz wurde im Großherzogtum Hessen vor 1821 durch die Ämter wahrgenommen, in denen Rechtsprechung und Verwaltung noch nicht getrennt waren. Die Ämter waren nicht alle staatlich. In einigen lagen die entsprechenden Hoheitsrechte ganz oder teilweise in den Händen Adeliger (Patrimonialgerichte).

## Gründung
Ab 1821 trennte das Großherzogtum Hessen auch auf der unteren Ebene die Rechtsprechung von der Verwaltung. 
In einem ersten Schritt geschah das zunächst in den Bereichen des Staates, in denen er die Hoheitsrechte in vollem Umfang (Dominiallande) oder doch ganz überwiegend ausübte. Die bisher von den Ämtern wahrgenommenen Aufgaben wurden nun in Landratsbezirken (zuständig für die Verwaltung) und Landgerichtsbezirken (zuständig für die Rechtsprechung) neu organisiert. Dabei wurde das Landgericht Friedberg aus den vormaligen Ämtern Butzbach, Friedberg, Burg Friedberg und dem staatlichen Anteil an dem Amt Münzenberg gebildet.

## Weitere Entwicklung

### Eingliederung von Patrimonialgerichten
In den folgenden Jahren gelang es dem Staat, in einer Reihe von Patrimonialgerichten die bisher von Adeligen wahrgenommene Rechtsprechung an das staatliche Gericht zu übernehmen. Die entsprechenden Patrimonialgerichte wurden in den Gerichtsbezirk des Landgerichts Friedberg eingegliedert. Dies betraf 1822 das Patrimonialgericht Melbach und das Patrimonialgericht Ockstadt. Infolge einer Übereinkunft mit dem Gräflichen Haus Solms-Rödelheim wurden 1823 die zum standesherrlichen Amt Nieder-Wöllstadt gehörigen Orte dem Landgericht Friedberg zugeschlagen. Zum 1. Oktober 1825 übertrug die freiherrliche Familie Löw von Steinfurth die ihr zustehende Patrimonialgerichtsbarkeit in einer Reihe von Gemeinden, darunter das Patrimonialgericht Steinfurth, dem Staat. 1831 trat auch die freiherrliche Familie von Rau von Holzhausen die ihr zustehenden patrimonialgerichtsherrlichen Rechte aus dem Patrimonialgericht Beienheim an den Staat ab.

### Verschiebungen der Bezirksgrenze
Zum 1. Januar 1837 kamen einige Gemeinden vom Landgericht Lich zum Landgericht Friedberg.
Zum 1. Juni 1840 wurde das Landgericht Butzbach neu eingerichtet. Für seinen Gerichtsbezirk gab das Landgericht Friedberg eine Reihe von Gemeinden ab, gleichzeitig kamen jedoch die bis dahin zum Landgericht Großkarben gehörenden Gemeinden Bönstadt und Bruchenbrücken neu zum Friedberger Sprengel. (siehe: Übersicht).
Eine erneute Änderung der Grenzen des Bezirks des Landgerichts Friedberg erfolgte zum 1. Januar 1844. Während Nieder- und Ober-Mörlen dem Bezirk des Landgerichts Butzbach zugeteilt wurden, kam Ilbenstadt aus vom Landgericht Großkarben hinzu.
1853 wurden die Zuständigkeitsbereiche der Landgerichte in der Provinz Oberhessen mit Wirkung zum 15. Oktober 1853 neu organisiert, was sich auch auf das Landgericht Friedberg auswirkte. (siehe: Übersicht).
Eine letzte Änderung im Zuständigkeitsbereich des Landgerichts Friedberg ergab sich durch den Friedensvertrag vom 3. September 1866 mit dem Königreich Preußen und den damit verbundenen territorialen Änderungen: Das vormals nassauische Amt Reichelsheim wurde zum 20. Januar 1867 dem Landgericht Friedberg zugeteilt, Ober-Mörlen, Nieder-Mörlen und Wisselsheim wurden hingegen an das am selben Tag neu geschaffene Landgericht Nauheim abgegeben.

## Ende
Mit dem Gerichtsverfassungsgesetz von 1877 wurden Organisation und Bezeichnungen der Gerichte reichsweit vereinheitlicht. Zum 1. Oktober 1879 hob das Großherzogtum Hessen deshalb die Landgerichte auf. Funktional ersetzt wurden sie durch Amtsgerichte. So ersetzte nun das Amtsgericht Friedberg das Landgericht Friedberg. „Landgerichte“ nannten sich nun die den Amtsgerichten direkt übergeordneten Obergerichte. Das Amtsgericht Friedberg war dem Bezirk des Landgerichts Gießen zugeordnet. Dabei wurde der Zuständigkeitsbereich um die Gemeinde Wölfersheim erweitert.

## Bezirk
| Gemeinde               | 1821 | später | 1878 | Anmerkung |
| ---------------------- | ---- | ------ | ---- | --- |
| Assenheim              |      | 1823   | ×    | Vom Amt Nieder-Wöllstadt (Standesherrschaft Solms-Rödelheim)                                                                              |
| Bauernheim             |      | 1823   | ×    | Vom Amt Nieder-Wöllstadt (Standesherrschaft Solms-Rödelheim)                                                                              |
| Beienheim              |      | 1831   | ×    | Patrimonialgericht der Freiherren Rau von Holzhausen                                                                                      |
| Bodenrod               | ×    |        |      | Vom Amt Butzbach; zum 1. Juni 1840 an das Landgericht Butzbach                                                                            |
| Bönstadt               |      | 1840   |      | Vom Landgericht Großkarben; 1853 an das Landgericht Altenstadt                                                                            |
| Bruchenbrücken         |      | 1840   | ×    | Vom Landgericht Großkarben |
| Butzbach               | ×    |        |      | Vom Amt Butzbach; zum 1. Juni 1840 an das Landgericht Butzbach                                                                            |
| Dorn-Assenheim         |      | 1867   | ×    | Vom Amt Reichelsheim |
| Fauerbach vor der Höhe | ×    |        | ×    | Vom Amt Butzbach; zum 1. Juni 1840 an das Landgericht Butzbach                                                                            |
| Fauerbach (Friedberg)  |      | 1823   | ×    | Vom Amt Nieder-Wöllstadt (Standesherrschaft Solms-Rödelheim)                                                                              |
| Friedberg              | ×    |        | ×    | Vom Amt Friedberg |
| Burg Friedberg         | ×    |        | ×    | Vom Amt Burg Friedberg |
| Hausen-Oes             |      | 1837   | ×    | Vom Landgericht Lich |
| Heuchelheim            | ×    |        | ×    | Gräflich Stolberg-Ortenbergischen Anteil an dem Kondominat Amt Münzenberg                                                                 |
| Hoch-Weisel            | ×    |        |      | Vom Amt Butzbach; zum 1. Juni 1840 an das Landgericht Butzbach                                                                            |
| Ilbenstadt             |      | 1844   | ×    | Vom Landgericht Großkarben |
| Langenhain-Ziegenberg  |      | 1825   |      | Vom Landgericht der Freiherren von Löw; zum 1. Juni 1840 an das Landgericht Butzbach                                                      |
| Leidhecken             |      | 1853   | ×    | Vom Landgericht Nidda |
| Maibach                | ×    |        |      | Vom Amt Butzbach; zum 1. Juni 1840 an das Landgericht Butzbach                                                                            |
| Melbach                |      | 1822   | ×    | Patrimonialgericht Melbach der Freiherren von Wetzel                                                                                      |
| Münster                | ×    |        |      | Vom Amt Butzbach; zum 1. Juni 1840 an das Landgericht Butzbach                                                                            |
| Münzenberg             | ×    |        | ×    | Gräflich Stolberg-Ortenbergischen Anteil an dem Kondominat Amt Münzenberg                                                                 |
| Nieder-Florstadt       |      | 1825   | ×    | Vom Landgericht der Freiherren von Löw |
| Nieder-Mörlen          | ×    | 1853   |      | Vom Amt Friedberg; zum 1. Januar 1844 an das Landgericht Butzbach; 1853 erneut zum Landgericht Friedberg; 1867 an das Landgericht Nauheim |
| Nieder-Rosbach         | ×    |        | ×    | Vom Amt Friedberg |
| Nieder-Weisel          |      | 1837   |      | Vom Landgericht Lich; zum 1. Juni 1840 an das Landgericht Butzbach                                                                        |
| Nieder-Wöllstadt       |      | 1823   | ×    | Vom Amt Nieder-Wöllstadt (Standesherrschaft Solms-Rödelheim)                                                                              |
| Ober-Florstadt         |      | 1825   | ×    | Vom Landgericht der Freiherren von Löw |
| Ober-Mörlen            | ×    | 1853   |      | Vom Amt Friedberg; zum 1. Januar 1844 an das Landgericht Butzbach; 1853 erneut zum Landgericht Friedberg; 1867 an das Landgericht Nauheim |
| Ober-Rosbach           | ×    |        | ×    | Vom Amt Friedberg |
| Ockstadt               |      | 1822   | ×    | Amt Ockstadt (ehemals Patrimonialgericht der Freiherren von Frankenstein)                                                                 |
| Ober-Wöllstadt         | ×    |        | ×    | Vom Amt Friedberg |
| Oppershofen            | ×    |        |      | Vom Amt Butzbach; zum 1. Juni 1840 an das Landgericht Butzbach                                                                            |
| Ossenheim              |      | 1823   | ×    | Vom Amt Nieder-Wöllstadt (Standesherrschaft Solms-Rödelheim)                                                                              |
| Ostheim                | ×    |        |      | Vom Amt Butzbach; zum 1. Juni 1840 an das Landgericht Butzbach                                                                            |
| Reichelsheim           |      | 1867   | ×    | Vom Amt Reichelsheim |
| Rockenberg             | ×    |        |      | Vom Amt Butzbach; zum 1. Juni 1840 an das Landgericht Butzbach                                                                            |
| Södel                  |      | 1837   | ×    | Vom Landgericht Lich |
| Steinfurth             |      | 1825   |      | Vom Landgericht der Freiherren von Löw; zum 1. Juni 1840 an das Landgericht Butzbach                                                      |
| Straßheimer Hof        |      | 1822   | ×    | Amt Ockstadt (ehemals Patrimonialgericht der Freiherren von Frankenstein)                                                                 |
| Trais                  | ×    |        | ×    | Gräflich Stolberg-Ortenbergischen Anteil an dem Kondominat Amt Münzenberg                                                                 |
| Weckesheim             |      | 1853   | ×    | Vom Landgericht Hungen |
| Wickstadt              |      | 1823   | ×    | Vom Amt Nieder-Wöllstadt (Standesherrschaft Solms-Rödelheim)                                                                              |
| Wisselsheim            |      | 1825   |      | Vom Landgericht der Freiherren von Löw; 1867 an das Landgericht Nauheim                                                                   |

## Richter
- 1874–1878 Otto Pistor